# 482 (szám)
A 482 (római számmal: CDLXXXII) egy természetes szám, félprím, a 2 és a 241 szorzata.

## A szám a matematikában
A tízes számrendszerbeli 482-es a kettes számrendszerben 111100010, a nyolcas számrendszerben 742, a tizenhatos számrendszerben 1E2 alakban írható fel.
A 482 páros szám, összetett szám, azon belül félprím, kanonikus alakban a 21 · 2411 szorzattal, normálalakban a 4,82 · 102 szorzattal írható fel. Négy osztója van a természetes számok halmazán, ezek növekvő sorrendben: 1, 2, 241 és 482.
A 482 négyzete 232 324, köbe 111 980 168, négyzetgyöke 21,9545, köbgyöke 7,84059, reciproka 0,0020747. A 482 egység sugarú kör kerülete 3028,49532 egység, területe 729 867,37165 területegység; a 482 egység sugarú gömb térfogata 469 061 430,8 térfogategység.